# DIY软件
DIY软件是一种全新的自創软件应用形式，是指使用者可以使用由软件开发商提供的工具、模块、模板和平台，按照自己的意愿来重新设计或修改已有的模板来创建一个新的属于自己的软件。它是一种非常具有灵活性，充分发挥个人的智慧，百分之百的个人定制化的软件应用形式。由此生成的新软件可以用於个人或公司用途。